# Gwiezdne wojny: Przebudzenie Mocy
Gwiezdne wojny: Przebudzenie Mocy (ang. Star Wars: The Force Awakens), tytuł alt. Gwiezdne wojny: część VII – Przebudzenie Mocy – amerykański film z gatunku space opera w reżyserii J.J. Abramsa, którego premiera miała miejsce 14 grudnia 2015 roku, a do dystrybucji kinowej trafił cztery dni później. Jest to siódma odsłona serii filmów Gwiezdne wojny. W rolach głównych występują: Daisy Ridley, John Boyega, Adam Driver, Oscar Isaac, Andy Serkis, Domhnall Gleeson i Max von Sydow. Harrison Ford, Carrie Fisher, Mark Hamill, Anthony Daniels, Peter Mayhew i Kenny Baker ponownie wcielili się w role z poprzednich filmów. Akcja filmu rozgrywa się około 30 lat po wydarzeniach z Powrotu Jedi i koncentruje się na losach trójki nowych głównych bohaterów.
Przebudzenie Mocy jest pierwszym filmem w trzeciej trylogii Gwiezdnych wojen ogłoszonej po przejęciu przez The Walt Disney Company Lucasfilmu w październiku 2012. Za produkcję odpowiedzialni byli J.J. Abrams, jego wieloletni współpracownik Bryan Burk oraz prezes Lucasfilmu Kathleen Kennedy. J.J. Abrams wyreżyserował film w oparciu o scenariusz napisany wspólnie z Lawrence’em Kasdanem, współscenarzystą Imperium kontratakuje i Powrotu Jedi. John Williams ponownie skomponował ścieżkę dźwiękową, a twórca Gwiezdnych wojen George Lucas pomagał jako kreatywny konsultant.
Film został wyprodukowany przez Walt Disney Pictures, Lucasfilm i Bad Robot Productions. Za dystrybucję odpowiada Walt Disney Studios Motion Pictures. Zdjęcia trwały od maja do listopada 2014 w Abu Zabi, Irlandii i Pinewood Studios w Londynie. Stał się trzecim najbardziej dochodowym filmem w historii i trzecim, który przekroczył granicę dwóch miliardów dolarów wpływów ze sprzedaży biletów. Film zebrał pozytywne recenzje od krytyków, którzy pochwalili sposób w jaki Przebudzenie Mocy przywróciło filmowej serii klimat oryginalnej trylogii Gwiezdnych wojen, a także tchnęło nową energię w sagę. Obraz otrzymał też pięć nominacji do Oscara, w tym m.in. za muzykę, montaż i efekty specjalne.

## Fabuła
Akcja filmu rozgrywa się w 34 ABY, czyli 30 lat po wydarzeniach z filmu Powrót Jedi. Po zniszczeniu drugiej Gwiazdy Śmierci Luke Skywalker tajemniczo zniknął, a schedę po Galaktycznym Imperium przejął Najwyższy Porządek, który chce zlikwidować ostatniego Jedi i doszczętnie zniszczyć Nową Republikę. Na czele Ruchu Oporu staje siostra bliźniaczka Luke’a, Leia, która usiłuje go znaleźć i nakłonić do pomocy w walce przeciw Najwyższemu Porządkowi. W tym celu wysyła swojego najlepszego pilota, Poe Damerona na planetę Jakku, gdzie jeden z sojuszników Lei odkrył wskazówkę prowadzącą do miejsca ukrycia Luke’a.
Poe dociera do pewnej wioski na Jakku, gdzie spotyka się z Lorem Sanem Tekką, który przekazuje mu dane odnośnie miejsca pobytu Luke’a. W tym samym czasie siły Najwyższego Porządku pod wodzą mistrza Zakonu Ren – Kylo Rena – atakują wioskę w poszukiwaniu mapy prowadzącej do Skywalkera. W obliczu intensywnego natarcia Poe umieszcza mapę w małym droidzie BB-8, któremu rozkazuje uciec jak najdalej w głąb planety. Pilot dołącza do walki ze szturmowcami Najwyższego Porządku we wiosce, jednakże po chwili zostaje pojmany. Po pewnym czasie droida BB-8 spotyka Rey – miejscowa zbieraczka złomu, która przygarnia nowo poznanego robota do siebie. Tymczasem Ren, używając Mocy wyciąga od Damerona informacje o droidzie posiadającym mapę i rozpoczyna jego poszukiwania.
Wkrótce jeden ze szturmowców FN-2187, po swojej pierwszej misji jaką było natarcie na wioskę na Jakku, gdzie rozkazywano mu mordować cywili postanawia wyrzec się Najwyższego Porządku i uwalnia Damerona z niewoli, po czym razem z nim ucieka z Gwiezdnego Niszczyciela skradzionym TIE fighterem. Wtedy też Poe nadaje szturmowcowi imię „Finn”. Ścigani przez Najwyższy Porządek rozbijają się na Jakku, jednakże po katastrofie Finn orientuje się, że pozostał sam. W jednej z wiosek spotyka on Rey i BB-8. Tam szybko zostają wytropieni i zaatakowani przez wrogie myśliwce. Kradną więc starego, wysłużonego „Sokoła Millenium” i odlatują nim z planety. „Sokół” po pewnym czasie zostaje przechwycony przez obcy frachtowiec, którego pilotami okazują się być Han Solo i Chewbacca. Finn i Rey wyjaśniają Hanowi, że BB-8 posiada mapę prowadzącą do Luke’a, którą droid pokazuje grupie bohaterów. Tymczasem w głównej bazie Najwyższego Porządku zwanej „Bazą Starkiller” – planecie zmienionej w superbroń zdolną do niszczenia systemów gwiezdnych – Najwyższy Wódz, Snoke, będący też nauczycielem Kylo Rena, wydaje generałowi Huxowi rozkaz jej użycia. W ten sposób zostaje zniszczona stolica Republiki i jej flota. Z kolei Ren dowiaduje się od Snoke’a, że poszukiwany droid trafił na pokład „Sokoła Millenium” pilotowanego przez Hana Solo, który – jak się okazuje – jest ojcem Kylo Rena. W międzyczasie Han, Rey i Finn znajdują schronienie na planecie Takodana, w zamku dawnej przyjaciółki Hana – Maz Kanaty. Rey oddziela się od swoich towarzyszy i zwabiona słyszanymi głosami, w jednym z pomieszczeń zamku znajduje miecz świetlny należący niegdyś do Luke’a, a przedtem także do Anakina Skywalkera. Po dotknięciu rękojeści dziewczyna doznaje strasznej wizji, w wyniku czego, przerażona ucieka z zamku. Najwyższy Porządek dowiedziawszy się o obecności droida na Takodanie przypuszcza szturm na tę planetę. Tam Han, Chewbacca i Finn zostają uratowani przez myśliwce Ruchu Oporu, którym przewodzi Poe Dameron, jednak Rey przebywająca w okolicznym lesie natrafia na samego Kylo Rena. Ten wyczuwa, że dziewczyna osobiście widziała mapę, w związku z czym rezygnuje z dalszych poszukiwań droida i uprowadza zbieraczkę złomu. Rey zostaje zabrana do bazy Starkiller, gdzie Kylo przy użyciu Mocy bezskutecznie usiłuje wyciągnąć z dziewczyny współrzędne. Ta opiera się jego zdolności czytania w myślach, a sam Ren odkrywa, iż Rey jest silna Mocą, po czym rusza poinformować o tym Snoke’a. Po chwili Rey udaje się omamić przy użyciu sztuczek Jedi pilnującego ją szturmowca, dzięki czemu bohaterka wydostaje się z celi.
Han, Chewbacca, Finn i BB-8 przybywają do bazy ruchu oporu na D’Qar, gdzie spotykają Leię oraz C-3PO i R2-D2, który od czasu zniknięcia Luke’a pozostaje w stanie hibernacji. Ponieważ Najwyższy Porządek przygotowuje się do zniszczenia D’Qar, rebelianci opracowują plan zniszczenia ich superbroni. Leia nalega również, by Han nawrócił ich syna na jasną stronę Mocy i sprowadził go z powrotem do domu, wierząc, że wciąż jest w nim dobro. Wykorzystując „Sokoła Millenium” Han, Chewbacca i Finn przenikają do wnętrza bazy, gdzie dezaktywują jej osłony i znajdują Rey. Han staje też twarzą w twarz ze swoim synem i błaga go, by porzucił ciemną stronę Mocy. Ten mimo sporego wewnętrznego rozdarcia przebija Hana swoim mieczem świetlnym, zabijając go i zrzucając w przepaść. Wówczas Chewbacca rani ojcobójcę strzałem z kuszy. Tymczasem myśliwce Ruchu Oporu rozpoczynają atak na bazę.
Ranny Kylo Ren ściga Finna i Rey, po czym dochodzi do konfrontacji dwójki bohaterów z Renem; Kylo rzuca dziewczyną o drzewo, pozbawiając ją przytomności, na co Finn posiadający miecz Skywalkerów z zamku Maz Kanaty, staje do pojedynku na miecze świetlne z mrocznym Jedi. Po chwili były szturmowiec zostaje pokonany i ciężko ranny, jednakże Rey odzyskawszy przytomność chwyta miecz świetlny Finna i sama rozpoczyna walkę z Kylo. Dzięki Mocy udaje jej się obezwładnić przeciwnika, lecz w wyniku ataku Ruchu Oporu na bazę, zostają rozdzieleni przez szczelinę w ziemi. Dziewczyna, wraz z Finnem i Chewbakką, ucieka „Sokołem Millenium”, a Kylo Ren na rozkaz Snoke’a zostaje ewakuowany z Bazy Starkiller, która zostaje ostatecznie zniszczona przez rebeliantów. Podczas, gdy na D’Qar Ruch Oporu świętuje zwycięstwo, Leia, Chewbacca i Rey opłakują śmierć Hana. Nieoczekiwanie R2-D2 budzi się z hibernacji i ujawnia brakującą część mapy, która pozwala Rey odszukać Luke’a na odległej planecie Ahch-To.

## Obsada
| Postać               | Aktor               | Polski dubbing       |
| -------------------- | ------------------- | -------------------- |
| Finn                 | John Boyega         | Sebastian Fabijański |
| Rey                  | Daisy Ridley        | Weronika Humaj       |
| Kylo Ren             | Adam Driver         | Marcin Dorociński    |
| Poe Dameron          | Oscar Isaac         | Marcin Bosak         |
| naczelny wódz Snoke  | Andy Serkis         | Grzegorz Damięcki    |
| generał Armitage Hux | Domhnall Gleeson    | Kamil Kula           |
| Maz Kanata           | Lupita Nyong’o      | Lidia Sadowa         |
| Lor San Tekka        | Max von Sydow       | Franciszek Pieczka   |
| kapitan Phasma       | Gwendoline Christie | Katarzyna Dąbrowska  |
| Han Solo             | Harrison Ford       | Marek Lewandowski    |
| Leia Organa-Solo     | Carrie Fisher       | Dorota Kolak         |
| Luke Skywalker       | Mark Hamill         | –                    |
| C-3PO                | Anthony Daniels     | Piotr Bajor          |
| Chewbacca            | Peter Mayhew        | –                    |
| R2-D2                | Kenny Baker         | –                    |

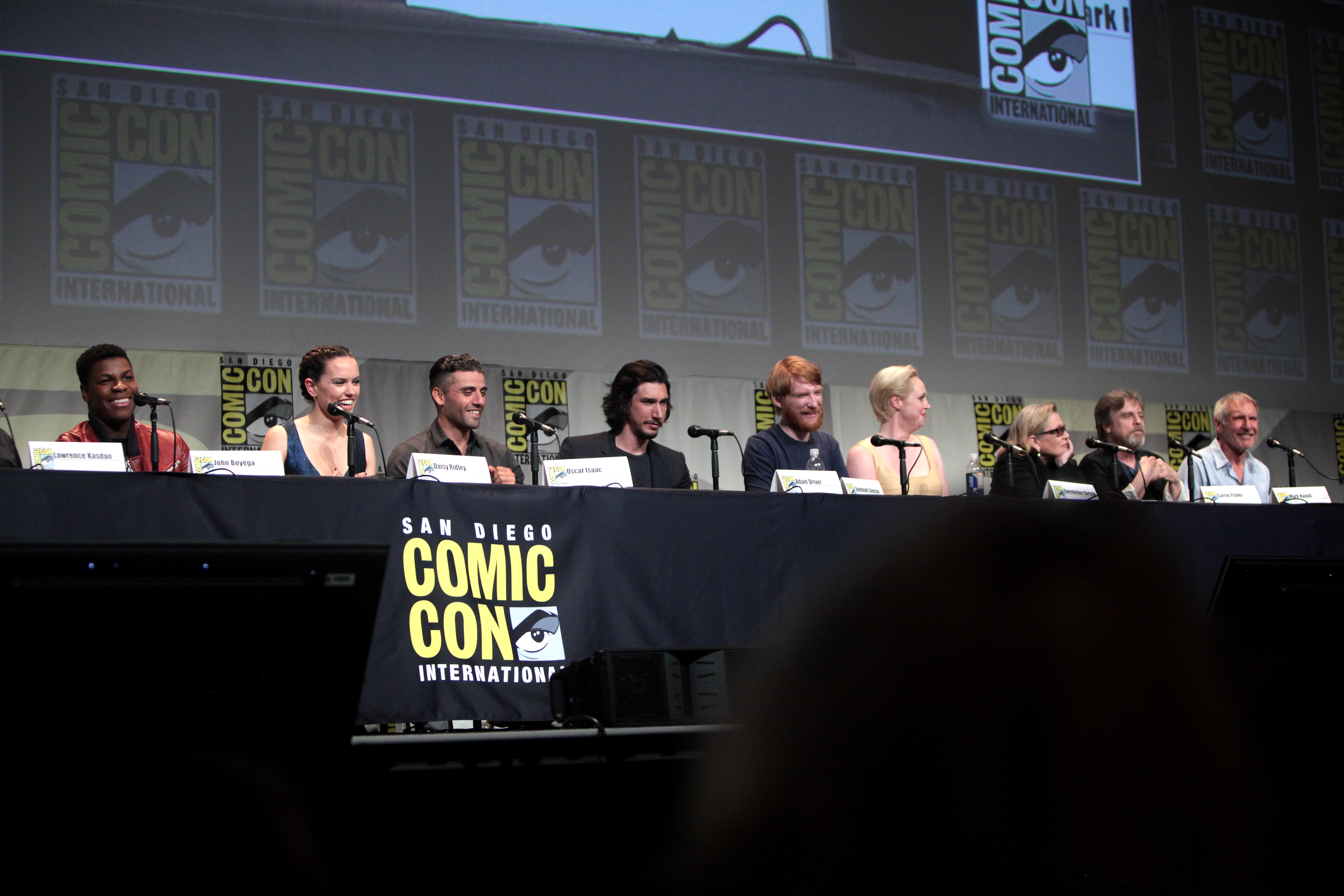
Obsada filmu - Boyega, Ridley, Isaac, Driver, Gleeson, Christie, Fisher, Hamill i Ford

W filmie występują również: Daniel Craig, Crystal Clarke, Pip Andersen, Miltos Yerolemou, Greg Grunberg, Warwick Davis, Billie Lourd, Maisie Richardson-Sellers, Iko Uwais, Yayan Ruhian, Cecep Arif Rahman, Amybeth Hargreaves, Leanne Best, Jessica Henwick, Thomas Brodie-Sangster i inni.

## Produkcja

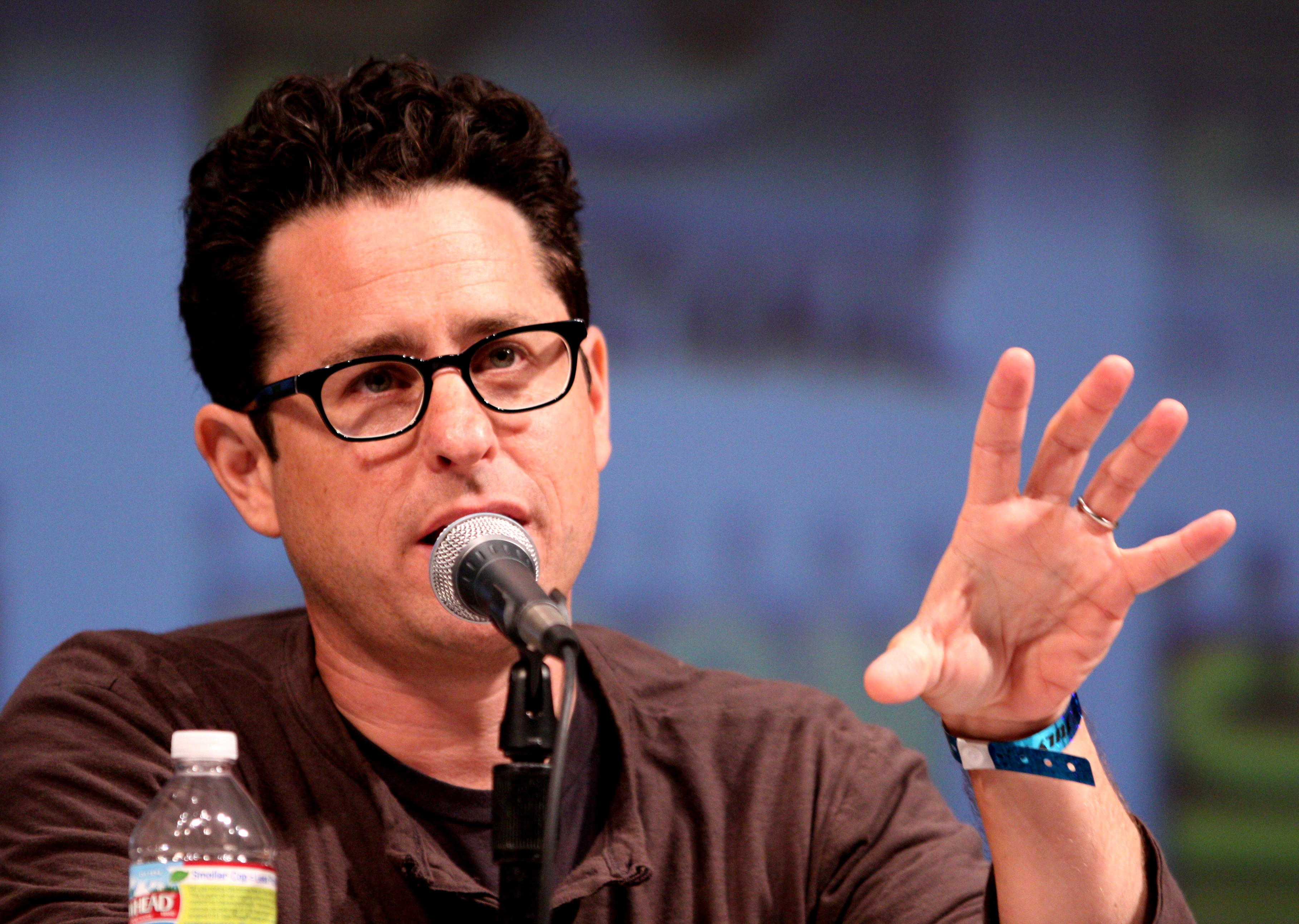
J.J. Abrams, reżyser filmu

W styczniu 2013 ogłoszono, że reżyserem filmu zostanie J.J. Abrams, a jego konsultantami będą Lawrence Kasdan i Simon Kinberg. Abrams uważał, że grudniowa data premiery – zamiast wcześniej planowanego okresu letniego – wyjdzie filmowi na dobre. George Lucas jako kreatywny konsultant jest odpowiedzialny za fabułę.  W styczniu 2014 Abrams potwierdził, że scenopis jest gotowy. W kwietniu tego samego roku Lucasfilm opublikowało informację, że części VII–IX nie będą zawierać żadnych historii z tzw. Expanded Universe, choć niektóre elementy mogą być dołączone, tak jak to było z Star Wars: Rebelianci.
W maju 2013 potwierdzono, że produkcja filmu odbędzie się w Wielkiej Brytanii. Studio filmowe Bad Robot Productions zaczęto stylizować pod produkcję Przebudzenia Mocy we wrześniu 2013. W sierpniu podano, że kamerzysta Daniel Mindel będzie nagrywał film używając taśmy 35 mm. Produkcja będzie opierać się na prawdziwych postaciach i lokacjach w celu nadania podobnej atmosfery do pierwszej trylogii Gwiezdnych wojen.
W listopadzie 2013 miały miejsce otwarte castingi na rolę Rachel i Thomasa. 29 kwietnia 2014 ogłoszono obsadę filmu, a także udostępniono zdjęcia aktorów ze studia Pinewood koło Londynu, gdzie po raz pierwszy odczytano scenariusz. W celu przygotowania się do swojej roli Markowi Hamillowi i Carrie Fisher przypisano osobistego trenera i dietetyka. Było to spowodowane tym, że producenci chcieli, żeby wiernie odwzorowywali role swoich postaci.

## Odbiór

### Box office
Budżet filmu jest szacowany na 245 milionów dolarów. W Stanach Zjednoczonych i Kanadzie film zarobił blisko 937 mln USD. W innych krajach przychody wyniosły blisko 1132 mln, a łączny przychód z biletów ponad 2068 milionów dolarów.

### Krytyka w mediach
Film spotkał się z dobrą reakcją krytyków. W serwisie Rotten Tomatoes 93% z 450 recenzji jest pozytywne, a średnia ocen wyniosła 8,3/10. Według konsensusu krytyków tego serwisu „Napakowane akcją oraz zarówno znanymi, jak i nowymi twarzami Przebudzenie Mocy przywraca dawny blask serii, ponownie wstrzykując w nią energię”. Na portalu Metacritic średnia ocen z 55 recenzji wyniosła 80 punktów na 100.
Robbie Collin z „The Daily Telegraph” powiedział, że film „ma na celu wyrwanie Gwiezdnych Wojen ze snu i ponowne połączenie serii z jej wyczekiwaną ze sporym utęsknieniem przeszłością”, a „osiąga to zarówno natychmiastowo, jak i radośnie, będąc prawdopodobnie największym ukojeniem filmowego roku”. Peter Bradshaw z dziennika „The Guardian” stwierdził, że Przebudzenie Mocy to „postęp zarówno pod względem fabularnym w stosunku do wcześniejszych trzech filmów, jak i rozsądnie miły restart w stylu nowej generacji” oraz że film ten jest „absurdalny, melodramatyczny i sentymentalny, ale też ekscytujący oraz pełen energii i swego rodzaju hojności”. Justin Chang z „Variety” napisał, że Przebudzenie Mocy ma „wystarczający styl, rozmach, miłość i dbałość, aby wszyscy, którzy kiedykolwiek uważali się za fanów nie mogli się oprzeć”. Richard Roeper z „Chicago Sun-Timesa” opisał film jako „piękną, emocjonującą, radosną, zaskakującą i uderzającą w serce przygodę”. Ann Hornaday, pisząc na łamach „The Washington Post” uznała, że Przebudzenie Mocy ma „wystarczająco dużo nowości, aby stworzyć jeszcze jedną grupę wiernych fanów” oraz że film „trafił we wszystkie właściwe dźwięki emocjonalne i fabularne, aby wytworzyć uczucie czegoś znajomego i zarazem rozkosznie nowego”. Lawrence Toppman z „The Charlotte Observer” stwierdził, że Abrams „dokonał delikatnej równowagi, oddając doskonały hołd przeszłości”. Tom Long z „The Detroit News” przyznał, że choć Przebudzenie Mocy może być dla niektórych zbyt podobne do oryginalnego filmu Gwiezdne wojny z 1977, film Abramsa pozostawia „niezgrabną i niepotrzebną nieudolność prequeli daleko w tyle”, a „energia, humor i prostota reżyserii zostały odzyskane”. Frank Pallotta w swojej recenzji dla „CNN Business” uznał film za najlepszy z serii Gwiezdne wojny od czasu starej trylogii oraz że Przebudzenie Mocy „z całą pewnością jest filmowym doświadczeniem, które zostanie na długo zapamiętane przez fanów i nie tylko przez nich”.
George Lucas – twórca Gwiezdnych wojen i reżyser czterech filmów z serii, który został także kreatywnym konsultantem Przebudzenia Mocy – wyraził swoje niezadowolenie z filmu i skrytykował styl „retro”, w jakim został on utrzymany:.

[Disney] chciał zrobić film w charakterze retro. Nie spodobało mi się to. Przy każdym filmie, który kręciłem wykonywałem sporo ciężkiej pracy, aby uczynić te filmy całkowicie odmiennymi – z innymi planetami, innymi statkami kosmicznymi – aby wprowadzić do filmu jakąś nowość.

Lucas stwierdził też, że w Przebudzeniu Mocy „nie ma nic nowego” oraz że „od strony wizualnej i technicznej nie wykonano wystarczająco dużo kroków naprzód”. Filmowiec przychylniej odebrał kolejne dwa filmy Disneya ze świata Gwiezdnych wojen – Łotr 1 (2016) oraz Ostatni Jedi (2017).

### Nagrody i nominacje
Przebudzenie Mocy otrzymało pięć nominacji do Oscara; w kategoriach: „najlepszy montaż”, „najlepsza muzyka”, „najlepszy dźwięk”, „najlepszy montaż dźwięku” oraz „najlepsze efekty specjalne”. Film zdobył też cztery nominacje do nagrody BAFTA – za najlepszą muzykę, najlepszy dźwięk, najlepszą scenografię i najlepsze efekty specjalne, przy czym zwyciężył w ostatniej kategorii. Przebudzenie Mocy wygrało również osiem Saturnów; w kategoriach: „najlepszy aktor” (Harrison Ford), „najlepszy aktor drugoplanowy” (Adam Driver), „najlepszy montaż”, „najlepszy scenariusz”, „najlepsza muzyka”, „najlepsze efekty specjalne”, „najlepsza charakteryzacja” oraz „najlepszy film science-fiction roku”. Nominowani do tej nagrody byli też: J.J. Abrams za najlepszą reżyserię, Carrie Fisher i Lupita Nyong’o za najlepsze kobiece role drugoplanowe, John Boyega za najlepszą rolę męską, Daisy Ridley za najlepszą rolę kobiecą, Michael Kaplan za najlepsze kostiumy, a także Rick Carter i Darren Gilford za najlepszą scenografię.

## Kontynuacje
Reżyserię ósmej części serii powierzono Rianowi Johnsonowi. Podobnie jak w przypadku części siódmej, zdjęcia do kolejnego filmu kręcono w Pinewood Studios oraz m.in. w Irlandii. Premiera kontynuacji Przebudzenia Mocy pt. Gwiezdne wojny: Ostatni Jedi odbyła się 15 grudnia 2017 roku. Reżyserem dziewiątej części sagi początkowo miał zostać Colin Trevorrow, jednakże ostatecznie reżyserią zajął się J.J. Abrams – twórca Przebudzenia Mocy. Premiera zwieńczającej trylogię sequeli i zarazem całą „sagę Skywalkerów” dziewiątej części serii pt. Gwiezdne wojny: Skywalker. Odrodzenie miała miejsce 16 grudnia 2019.